# 歌謡最前線 (TBSテレビ)
『歌謡最前線』（かようさいぜんせん）は、1974年10月1日から1975年1月7日までTBS系列局で放送されていたTBS製作の歌謡番組である。全12回。放送時間は毎週火曜 20:00 - 20:55 （日本標準時）。

## 概要
前番組『火曜歌謡ビッグマッチ』と違ってバラエティ番組の要素は無く、第16回日本レコード大賞などに関する話題を中心としていた。司会は、当時レコード大賞の司会も務めていた高橋圭三、『ロッテ 歌のアルバム』からの継続出演者である玉置宏、そして第11回日本レコード大賞受賞歌手である佐良直美の3人が務めていた。
番組タイトルがKBCラジオの『歌謡最前線』と同じであるが、同番組との関連性は特に無い。日本テレビ系列局で放送されていた『歌謡最前線』とも無関係である。